# Bouc-Bel-Air
Bouc-Bel-Air – miejscowość i gmina we Francji, w regionie Prowansja-Alpy-Lazurowe Wybrzeże, w departamencie Delta Rodanu.
Według danych na rok 1990 gminę zamieszkiwały 11 512 osoby, a gęstość zaludnienia wynosiła 529 osób/km² (wśród 963 gmin regionu Prowansja-Alpy-W. Lazurowe Bouc-Bel-Air plasuje się na 56. miejscu pod względem liczby ludności, natomiast pod względem powierzchni na miejscu 463.).